# Rhododendron lampongum
Rhododendron lampongum är en ljungväxtart som beskrevs av Friedrich Anton Wilhelm Miquel. Rhododendron lampongum ingår i släktet rododendron, och familjen ljungväxter. Inga underarter finns listade i Catalogue of Life.